# Schwesing
Schwesing település Németországban, Schleswig-Holstein tartományban. Lakosainak száma 937 fő (2023. december 31.). Schwesing Husum és Mildstedt községekkel határos.

## Népesség
A település népességének változása:
| Lakosok száma | 735  | 950  | 954  | 947  | 955  | 937  |
|               | 1975 | 2017 | 2019 | 2021 | 2022 | 2023 |